# Supernova tipo Ia
Uma supernova tipo Ia é uma sub-categoria das estrelas variáveis cataclísmicas, resultado de uma violenta explosão de uma estrela anã branca. Uma anã branca é o resíduo de uma estrela que completou o seu ciclo de vida normal e cessou sua fusão nuclear. Entretanto, anãs brancas do tipo comum de carbono-oxigênio são capazes de futuras reações de fusão, que liberam uma grande quantidade de energia se sua temperatura estiver alta o suficiente. Supernovas do tipo Ia ocorrem em sistemas binários de estrelas, sendo uma das estrelas uma anã branca e a outra podendo variar de gigantes vermelhas até outra anã branca de menor massa. 
Fisicamente, as anãs brancas de baixo índice de rotação são limitadas a massas que estão abaixo do limite de Chandrasekhar, de cerca de 1,44 massas solares. Essa é a massa máxima que pode ser suportada pela pressão de degenerescência dos elétrons. Além desse limite, a anã branca entraria em colapso. Se uma anã branca gradualmente acresce da massa de uma companheira binária, acredita-se que seu núcleo atinge a temperatura de ignição da fusão do carbono, uma vez que esta alcança o limite. Dado que a pressão de degenerescência não depende da temperatura, esta estrela não é capaz de expandir e resfriar-se, como estrelas da sequência principal o fazem. Este processo, portanto, a desestabiliza, gerando uma reação em cadeia que acaba ocasionando a explosão desta anã branca em uma supernova.
Outra possibilidade é a fusão da anã branca com outra estrela (um fato muito raro). Neste caso, tal estrela momentaneamente ultrapassará o limite de Chandrasekhar e entrará em colapso, mais uma vez elevando sua temperatura até ponto de ignição de fusão nuclear. Dentro de poucos segundos após o início da fusão nuclear, uma fração substancial de matéria da anã branca sofre uma reação nuclear que libera energia suficiente (1-2 × 1044 joules) para liberar a estrela em uma explosão de supernova.

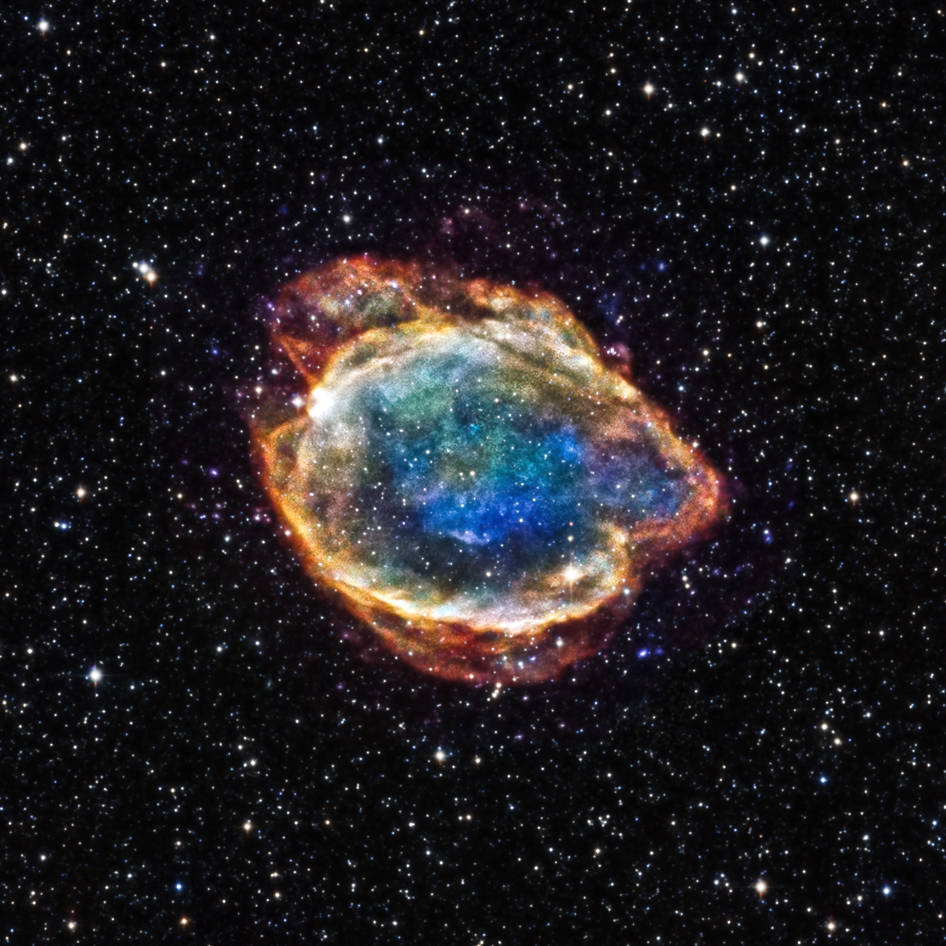
G299: restos de uma supernova tipo Ia

Essa categoria de supernovas produz um consistente pico de luminosidade por causa da massa uniforme das anãs brancas que explodem pelo mecanismo de acresção. A estabilidade desse valor permite que essas explosões sejam usadas como velas padrão para medir a distância de suas galáxias hospedeiras, dado que a magnitude aparente das supernovas depende sobretudo da distância. 
Uma maneira de estudar as explosões de supernovas consiste em avaliar sua curva de luz, ou seja, o gráfico de sua intensidade luminosa através do tempo. Todas as supernovas Ia possuem curvas de luz muito similares, mas com velocidades de evolução distintas, ou seja, o brilho de algumas caindo mais rapidamente e de outras mais lentamente. Por volta de 1970 o astrônomo Yury Pavlovich Pskovskii sugeriu um mecanismo para corrigir o pico máximo de luminosidade de supernovas Ia, propondo que quanto mais rapidamente caísse seu brilho, menor o pico de luminosidade. Por volta de 1980, com o surgimento de câmeras mais avançadas e novas pesquisas sobre supernovas, destacando-se o survey Calán/Totolo, tal relação foi verificada e aprimorada pelo astrônomo Mark M. Phillips, hoje conhecida como relação de Phillips. Esta técnica permite que se nivele o brilho máximo de supernovas, melhorando a precisão de medidas de distâncias extragalácticas, hoje chegando a 7% de precisão através desta técnica.